# 新天地
新天地（しんてんち、拼音: Xīntiāndì）は中華人民共和国上海市に2000年に新しく開発された地区。レストラン、ショッピングセンター、事務所ビル、住居用マンションを含む。夜のバー街が特に有名になって、上海の観光名所ともなっている。
香港に本部がある瑞安集団のシュイオン・ランド（Shui On Land、瑞安房地産）が開発したもの。

## 概要
上海市街区の石庫門と呼ばれる、古い建物が残る地域を再開発して2000年に開業し、いまはレストラン、ショッピングセンター、事務所ビル、住居用マンションを含んでいる。夜のバー街が特に有名になって、上海の観光名所ともなっているので、大変混んでいる。敷地は興業路によって北里と南里に分かれている。
香港に本部がある瑞安集団のシュイオン・ランド（Shui On Land、瑞安房地産）が開発したもので、その後中国の他主要都市に「○○天地」の開発が進んでいて、杭州（西湖天地）、重慶、武漢、大連（大連天地ソフトウェアパーク）などにもある。
一角には中国共産党の設立会議である中共一大会議の会址とその記念館がある。

## アクセス
- 一大会址・黄陂南路駅から南へ3分で北里の北側へ。
- 一大会址・新天地駅から北へ4分で南里の南側へ。